# Wystoroń
Wystoroń (ros. Высторонь) – wieś (ros. деревня, trb. dieriewnia) w zachodniej Rosji, w sielsowiecie bierieznikowskim rejonu rylskiego w obwodzie kurskim.

## Geografia
Miejscowość położona jest 6 km od centrum administracyjnego sielsowietu bierieznikowskiego (Bieriezniki), 9 km od centrum administracyjnego rejonu (Rylsk), 102 km od Kurska.
W granicach miejscowości znajdują się 43 posesje.

## Demografia
W 2010 r. miejscowość zamieszkiwało 57 osób.